# 励明薬湯
励明薬湯（れいめいやくとう）は、生薬を配合した業務用入浴剤の一つである。

## 歴史
励明園本舗代表取締役となる山岡祥宏は、昭和40年代ごろより高齢化社会における健康問題に着目。漢方薬湯の開発を始めた。1979年2月16日に励明園本舗を設立した。

## 成分
1988年の書籍によると、川芎、生薑、芍薬、橙皮、当帰をはじめ8種類の生薬をブレンドしている。

## 製品
励明薬湯は入浴施設や旅館向けの業務用製品であり、「励心」「励明」の二つのタイプがある。「励心」はウイキョウ・ショウキョウ・センキュウ・ソウジュツ・チンピ・トウキ・オウバクとトウガラシを配合し、あせも・湿疹・肌荒れ・疲労回復・冷え性に適する。「励明」はソウジュツに代えてシャクヤクを配合し、あせも・冷え性・疲労回復とにきびに適する。1982年8月には、当時の厚生省より許可を受けて家庭用の「百励根」を販売開始した。オウバク・サンシシ・ショウキョウ・センキュウ・トウキ・トウガラシ・ガイヨウ・トウヒ・ハッカを配合し、腰痛・神経痛・冷え性・痔・肩こり・打ち身に適応する。

## 健康センター
日本各地の健康センターに励明薬湯を導入。1988年時点で46か所にのぼった。その多くは24時間営業で、指圧の施術室を併用する店舗も多く、励明園本舗は長野県軽井沢町に指圧研修センターを開設した。大半がのちに閉館しているが、2024年現在も励明薬湯を使用している旨をウェブサイトに記載している店舗がある。